# Мерози, Джузеппе
Джузеппе Мерози (итал. Giuseppe Merosi; 8 декабря 1872, Пьяченца — 27 марта 1956, Лекко) — итальянский автомобильный конструктор, чьё имя связано с первыми автомобилями компании Alfa Romeo.

## Биография
Мерози родился в Пьяченце. В молодости он хотел стать оценщиком страховой недвижимости, но внезапно открыл в себе дар автомобильного конструктора. Первые свои эксперименты он проводил в итальянской компании Бианки(Bianchi) по производству мотоциклов одного из отделов Фиата. Вскоре, в 1910 году он был нанят на должность нового главного инженера в новую автомобильную компанию A.L.F.A, которая образовалась в районе Портелло, пригороде Милана.
Предыдущая компания, производившая технику по лицензии французского производителя Darracq, провалилась. И первой моделью Alfa, разработанной Мерози, стала A.L.F.A 24 HP, которая поступила на рынки 24 июня 1910 года. Из-за объёма двигателя в 4,1 л модель выдавала только 42 л. с. и развивала скорость 100 км/ч (62 м/ч). Для того времени это была максимальная скорость. В первый год выпуска модели было продано 50 автомобилей. Модель являлась надежной и прочной с элегантным для своего времени дизайном. Более мощные HP были выпущены в последующих годах. В 1914 году Мерози разработал первый Alfa Romeo DOHC двигатель, с 4 цилиндрами, объёмом 4,5 л и 16 клапанами в головке блока. Данный двигатель впоследствии был установлен в 1914 году на модель Alfa Romeo Grand Prix. Первая мировая война притормозила планы развития, и лишь только в 1922 году Мерози вернулся к разработке DOHC двигателей. Начало 1920-х годов также ознаменовалось выходом роскошного Alfa Romeo G1.
Мерози также признавал значение гонок для развития автомобилестроения и престижа марки. Таким образом уже в 1911 году Alfa Romeo 24 HP приняла участие в Targa Florio, но первыми чисто гоночными автомобилями, начиная с 1920 года, были RM и RL также известные как P1.
В 1926 году Мерози покинул компанию. Он был заменен на нового главного инженера — Витторио Яно. Впоследствии Мерози поработал в компании Isotta Fraschini и умер в возрасте 84 лет в 1956 году.

## Выпущенные Модели
- 1910 24 HP
- 1913 40/60 HP
- 1914 Grand Prix
- 1915 15/20 HP
- 1920 20/30 HP
- 1923 Grand Prix (P1)